# Benitoite
Il raro minerale benitoite (simbolo IMA: Bni) è un ciclosilicato di bario e titanio con la composizione chimica BaTi[Si3O9] appartenente al gruppo della benitoite.

## Etimologia e storia
La benitoite fu scoperta per la prima volta nel febbraio 1907 dal cercatore James M. Couch, che stava cercando cinabro o minerale di rame sulle montagne Diablo, nella Contea di San Benito (in California) per conto di Roderick W. Dallas. Su un pendio, Couch entrò in una cavità alta come un uomo tra due fessure e vide innumerevoli cristalli blu (di benitoite) esposti alle intemperie, che si trovavano su della natrolite bianca. Alcuni esemplari di questo minerale furono inviati a un gioielliere di San Francisco per il taglio. Alla fine, Georg Davis Louderback, professore di geologia presso l'Università della California - Berkeley, fu incaricato di identificare i cristalli ancora sconosciuti; descrisse il nuovo minerale in dettaglio nello stesso anno e lo chiamò come la sua località tipo.
Il 1º ottobre del 1985 la benitoite è stata selezionata come gemma ufficiale dello Stato della California.

## Classificazione
Nell'obsoleta, ma ancora usata, 8ª edizione della sistematica dei minerali di Strunz e nella successiva edizione, la benitoite appartiene alla classe "9.C Ciclosilicati". Tuttavia, questa classe è stata ulteriormente suddivisa dopo la nuova sistematica minerale di Strunz e, in accordo con la sua struttura cristallina, il minerale appartiene ora alla sottoclasse "9.CA [Si3O9]6- anelli singoli con 3 membri (tripli anelli singoli), senza anioni complessi isolati" dove insieme a bazirite e pabstite forma il sistema nº 9.CA.05.
La sistematica dei minerali secondo Dana, usata principalmente nel modo anglosassone, classifica la benitoite nella divisione "Ciclosilicati anidri con tre anelli senza ulteriori anioni", dove forma il gruppo della benitoite che porta il suo nome con il numero 59.01.01 insieme a bazirite, pabstite e wadeite.

## Abito cristallino
La benitoite cristallizza nel sistema esagonale nel gruppo spaziale P6c2 (gruppo nº 188) con i parametri reticolari a = 6,641 Å e c = 9,759 Å così come due unità di formula per cella unitaria.

## Proprietà
Il colore blu zaffiro (con un pizzico di tonalità di viola) della benitoite (a volte indicato come "diamante blu") può essere causato da tracce di ferro. Molto raramente, si trovano anche cristalli chiari, bianchi, grigio-verdastri, dal rosa al viola, arancioni, rossi o marroni (con inclusioni di altri minerali come la neptunite). A causa del suo forte dicroismo, la benitoite mostra un colore blu fiordaliso chiaro o blu intenso, leggermente viola perpendicolare all'asse {\displaystyle c} e appare incolore parallelamente all'asse {\displaystyle c}. Sotto la luce ultravioletta a onde più corte, la benitoite possiede fluorescenza azzurra, sotto la luce ultravioletta a onde più lunghe, alcuni cristalli mostrano un colore rossastro.
La dispersione ottica (cioè la diversa rifrazione a seconda della lunghezza d'onda della luce incidente) della benitoite può causare una scintilla di lampi rossi e verdi.
Il minerale è abbastanza duro (durezza Mohs 6,5) per essere lavorato come pietra preziosa, ma è ancora abbastanza sconosciuto. Le benitoiti sfaccettate di solito pesano meno di 1 ct. Una benitoite sfaccettata e trasparente con un buon colore che pesa più di 0,5 ct è rara e di conseguenza costosa.

## Caratteristiche chimico fisiche
- Indici di rifrazione[1]:
  - ω: 1,654
  - ε: 1,708
- Peso molecolare: 413,46 gm[2]
- Fluorescenza: ai raggi UV corti: azzurro[1], blu[2]
- Dispersione: 0,044[11]
- Pleocroismo: molto marcato[5], dall'incolore al blu[5], da azzurro chiarissimo a blu zaffiro cupo[11]
  - O: incolore[3]
  - E: viola, indaco, blu verdastro[3]
- Indice di fermioni: 0,08[2]
- Indice di bosoni: 0,92[2]
- Fotoelettricità: 146,17 barn/elettrone[2]
- Massima birifrangenza: δ = 0,046[3]

## Origine e giacitura
I cristalli di benitoite si formano in soluzioni idrotermali in vene di natrolite che contengono livelli relativamente elevati di elementi insoliti per le soluzioni idrotermali, come bario, titanio, fluoro, ferro. La benitoite di solito si presenta associata ad albite, joaquinite-(Ce), neptunite, jonesite e serpentino. La natrolite, che è stato l'ultimo minerale a formarsi nei depositi di benitoite, di solito copre i cristalli di benitoite, motivo per cui deve essere rimossa con acido cloridrico.
Le benitoiti provengono quasi esclusivamente dal corpo serpentino riccamente mineralizzato (più di 150 pietre semipreziose e preziose) dell'area mineraria di New Idria vicino al fiume San Benito nella contea di San Benito in California (Stati Uniti). La benitoite si trova all'estremità meridionale della catena montuosa Diablo, una fascia montuosa che contiene basalto, selce, grovacca, scisto, serpentinite e arenarie del Cretaceo e del Cenozoico.
La miniera di benitoite più famosa per i suoi preziosi cristalli è la Benitoite Gem Mine (nota anche come Benitoite Mine o Dallas Gem Mine).
In un raggio di 10 km dalla miniera di pietre preziose di benitoite, ci sono altre quattro miniere di benitoite a Clear Creek: la miniera di Junnila, la miniera di Number One, la Victor's Mine e la proprietà di Santa Rita Peak. Oltre al sito nella contea di San Benito, benitoite meno pregiata si trova in Arkansas (Diamond Jo Quarry vicino a Magnet Cove nella contea di Hot Spring), Big Creek (nella contea di Fresno nella Sierra Nevada in California), in Giappone (a Ohmi vicino a Itoigawa nella prefettura di Niigata, area di Chubu sull'isola di Honshū) e infine a Broken Hill (Nuovo Galles del Sud, in Australia).

## Forma in cui si presenta in natura
La benitoite nel sistema cristallino esagonale e sviluppa cristalli prevalentemente trigonali e/o esagonali, da prismatici a piramidali tabulari di colore blu zaffiro.
Le benitoiti vengono trasformate esclusivamente in pietre preziose.
Il minerale è azzurro, raramente incolore o roseo o trasparente, azzurro-violaceo più o meno carico e limpido, blu zaffiro, azzurro tendente al perlaceo, blu, viola, bianco, incolore, rosa.

## Utilizzo come pietra preziosa
Le benitoiti grandi e tagliate (oltre 1 carato) sono molto rare. Normalmente mostrano un blu profondo e intenso; i cristalli trasparenti di buona qualità vengono tagliati in pietre preziose e possono reggere il confronto con lo zaffiro. C'è il rischio di confusione con altre pietre preziose come la cordierite, lo spinello, la tanzanite, le varietà blu del gruppo delle tormaline e lo zircone incolore.
Il forte dicroismo e il conseguente cambiamento in toni blu più chiari e più intensi, lo sdoppiamento facilmente rilevabile delle sfaccettature della parte inferiore quando si ingrandisce la pietra (i diamanti incolori e blu sono monorifrangenti) rendono la benitoite una pietra preziosa relativamente facile da identificare. Solo le rarissime pietre incolori possono essere confuse con lo zircone incolore.
Le benitoiti incolori possono essere cambiate in un colore da arancione a rosato-arancione mediante trattamento termico. La procedura esatta è segreta. La benitoite blu originale non cambia colore quando viene bruciata.
Simile allo zaffiro, al rubino o ad altre pietre preziose ben note, le benitoiti grandi e pure con un buon blu sono molto costose. Le pietre con un blu molto chiaro o molto scuro sono meno pregiate.